# Роджерс, Джейк Уэсли
Джейк Уэсли Роджерс (англ. Jake Wesley Rogers; род. 19 декабря 1996, Спрингфилд) — американский поп-музыкант и автор песен.

## Биография
Роджерс вырос в Озарк, Миссури, где он научился играть на гитаре в 6 лет и начал играть на фортепиано и заниматься вокалом в 12 лет. Роджерс начал выступать в театральных постановках в 5-м классе и вскоре после этого стал писать песни. В молодом возрасте он посещал формирующие концерты таких артистов, как Леди Гага и Нелли Фуртадо. Роджерс объявил себя геем в 6-м классе, и, хотя его семья поддерживала его, он чувствовал, что должен скрывать свою ориентацию из-за культурного климата в своем родном городе.
Роджерс переехал в Нашвилл, Теннесси в возрасте 18 лет, чтобы изучать написание песен в Бельмонтском университете. В первый год его живое выступление Роджерса привлекло внимание Со́ни/квадроцикл, в результате чего была заключена издательская сделка. Роджерс окончил школу в 2018 году.

## Карьера

### 2016—2020: Ранняя карьера
Роджерс начал самостоятельно выпускать музыку в 2016 году, что привело к его дебютному расширенному спектаклю «Вечнозеленый» в июне 2017 года. Выпустив следующие два сингла «Иаков из Библии» и «Маленькая королева» в феврале и марте 2019 года соответственно, Роджерс выпустил свой второй EP «духовный» в апреле 2019 года, после чего последовал европейский тур и выступление на Радио Би-би-си 4 этой осенью.
В ноябре 2020 года Роджерс был показан в саундтреке «Самый счастливый сезон», исполнительным продюсером которого был Джастин Трантер, вместе с другими авторами песен и исполнителями ЛГБТК.

### 2021—н.в.: Контракт с Warner Records
В мае 2021 года выяснилось, что Роджерс подписал контракт с Warner Records через импринт Фасетные записи Трантера. Менеджер Роджерса Лукас Канцона привлек внимание Трантера в 2019 году электронным письмом, в котором рассказывалось о живом исполнении сингла Роджерса «Иаков из Библии». Трантер привлек к Роджерсу внимание генерального директора и сопредседателя Уорнер Рекордс Аарона Бэй-Шака, который был «очарован» живым выступлением Роджерса, и в конце 2020 года они подписали контракт с Роджерсом. Роджерс выпустил свой дебютный сингл на крупном лейбле. «Середина любви» вместе с объявлением. Сингл, написанный в соавторстве с Трантер и Эрен Канната, является первым предложением с грядущего мини-альбома Роджерса 2021 года. Роджерс выпустил свой следующий сингл «Мгновенный» в июне 2020 года. Роджерс дебютировал на телевидении 5 октября 2021 года в «Очень позднее шоу с Джеймсом Корденом» (сезон 7, серия 17), исполнив песню «Середина любви». Роджерс выступит на разогреве в турне Мечтательный тур Бен Платт в сентябре и октябре 2022 года. Роджерс также появится на разогреве у Паника! На дискотеке Вива Лас Месть в сентябре и октябре 2022 года.

## Дискография

### Мини-альбомы
- Evergreen (2017)
- Spiritual (2019)
- Pluto (2021)
- LOVE (2022)

### Синглы
- «You Should Know» (2017)
- «Jacob From the Bible» (2019)
- «Little Queen» (2019)
- «Middle of Love» (2021)
- «Momentary» (2021)
- «Weddings and Funerals» (2021)